# الناحية المركزية (مقاطعة فارياب)
الناحية المركزية لمقاطعة فارياب (بالفارسية: بخش مرکزی شهرستان فاریاب) هي الناحية المركزية لمقاطعة فارياب، محافظة كرمان، إيران. في تعداد عام 2006م، كان عدد سكانها 31,605 في 6,751 عائلة. فيها مدينة واحدة: فارياب. وثلاث أقسام ريفية هي: قسم غلاشكرد الريفي، قسم حر الريفي، قسم مهروية الريفي.